# 台湾盂兰
台湾孟兰（学名：Lecanorchis taiwaniana）为兰科盂兰属下的一个种。

## 扩展阅读
維基物種上的相關：台湾孟兰